# Marinemuseum Toulon
Das Marinemuseum Toulon, französisch Musée de la Marine, Toulon ist ein Marinemuseum in Toulon im Département Var an der französischen Mittelmeerküste. Es besteht seit 1814.
Das Museum gehört zum Musée national de la Marine mit Hauptsitz im Palais de Chaillot in Paris, zu dem auch weitere Museen in Brest, in Port-Louis und in Rochefort gehören. Der benachbarte Militärhafen Toulon ist Stützpunkt der französischen Mittelmeerflotte.
Das Museum beherbergt zwei Großmodelle von Segelschiffen aus dem 18. Jahrhundert, das Bedienpult des Flugzeugträgers Clemenceau und ein Modell des Flugzeugträgers Charles de Gaulle.

## Lage
- Musée Naval, Place Monsenergue, Quai de Norfolk, 83000, Toulon